# قط بحر إيجة
قط بحر إيجه (بالإنجليزية: Aegean cat)‏، (باليونانية: γάτα του Αιγαίου)‏، هي سلالة قطط موطنها الأصلي مصر، وانتقل هذا النوع إلى اليونان فيما بعد. وهي تعتبر سلالة قطط طبيعية نشأت وحدها دون تدخل البشر.